# Bataille d'Ozawahara
La bataille d'Ozawahara de 1530 est la première bataille de Hōjō Ujiyasu, alors âgé de 15 ans. Il affronte Uesugi Tomooki. La bataille fait partie d'une lutte de dix-sept ans, commencée avec le siège d'Edo de 1524, entre le clan Go-Hōjō et les Uesugi pour le contrôle de la région de Kantō.

## Source de la traduction
- (en) Cet article est partiellement ou en totalité issu de l’article de Wikipédia en anglais intitulé « Battle of Ozawahara » (voir la liste des auteurs).